# テクノ・E731
テクノ・E731 (Tecno E731) は、テクノによって開発されたフォーミュラ1カー。1973年イギリスグランプリおよびオランダグランプリのフリー走行に出走したが、決勝には使用されなかった。

## 概要
テクノは1962年にルチアーノ、ジャンフランコのペデルザーニ兄弟が設立したレーシングチームで、1972年に酒造メーカーのマルティーニ・エ・ロッシがメインスポンサーとなり「マルティーニ・レーシングチーム」としてF1にエントリーした。チームは自社開発のテクノ・PA123でナンニ・ギャリとデレック・ベルを起用し、第5戦のベルギーグランプリから参戦を始めたが、予選落ちにリタイアの連続で、この年は1度も完走できずポイントも獲得できなかった。
1973年はドライバーにクリス・エイモンを起用し、前年のPA123を改良したPA123Bで参戦、第5戦のベルギーグランプリで6位入賞しポイントを得たが、一方で、前年の成績に不満を持ったマルティーニの意向により、マネージャーのデヴィッド・ヨークが密かに別のマシンの設計をゴードン・ファウエルに依頼、ジョン・トンプソンが率いるTCプロトタイプによりE731が製作された。
E731は1973年イギリスグランプリおよびオランダグランプリのフリー走行で使用されたものの、決勝ではPA123Bが使用された。

## F1での成績
(key)
| 年     | シャシー     | エンジン                | タイヤ | ドライバー       | 1   | 2   | 3   | 4   | 5   | 6   | 7   | 8   | 9   | 10  | 11  | 12  | 13  | 14  | 15  | ポイント |
| ------ | ------------ | ----------------------- | ------ | ---------------- | --- | --- | --- | --- | --- | --- | --- | --- | --- | --- | --- | --- | --- | --- | --- | -------- |
| 1973年 | テクノ・E731 | テクノ 180o 2,995cc F12 | F      |                  | ARG | BRA | RSA | ESP | BEL | MON | SWE | FRA | GBR | NED | GER | AUT | ITA | CAN | USA | 0        |
| 1973年 | テクノ・E731 | テクノ 180o 2,995cc F12 | F      | クリス・エイモン |     |     |     |     |     |     |     |     | PO  | PO  |     |     |     |     |     | 0        |

## 参照
1. 1 2  『カーグラフィック』 二玄社、1973年4月号、218頁。